# Stelladens mysteriosus
Stelladens mysteriosus — вид викопних морських ящірок з вимерлої родини мозазаврів (Mosasauridae). Описаний у 2023 році. Мешкав наприкінці крейди, близько 66 млн років тому. Викопні решки рептилії виявлені у відкладеннях фосфоритного басейну Улед-Абдун в Марокко.

## Скам'янілості
Голотип походить з фосфатної шахти Сіді Шеннан, що в басейні Улад Абдун, провінція Хурибга, Марокко. Він був знайдений у нижній частині шару III. Верхній шар III датується пізнім маастрихтом на основі акулячих зубів та вуглецево-кисневої хемостратиграфії. Вік нижнього шару III не є чітко визначеним. Нижній шар III, схоже, містить загалом подібну фауну, але таксони відрізняються на видовому рівні, що дозволяє припустити, що він дещо старший за верхній шар III. Знахідка складається з фрагмента лівої нижньої щелепи із зубами.

## Опис
За оцінками, довжина Stelladens становила близько 5 метрів. Більшість мозазаврів мали по два лезоподібних зубчастих гребеня спереду і ззаду зуба, які допомагали розрізати здобич, проте Stelladens mysteriosus мав від чотирьох до шести таких лез, що йшли вздовж зуба.

## Екологія
Зуби Stelladens mysteriosus були невеликими, але міцними і зі зношеними кінчиками, що, здавалося б, виключає м’якотілу здобич. Однак зуби були недостатньо міцними, щоб розчавити важкоброньованих тварин, таких як молюски або морські їжаки. Така будова зубів наштовхує на думку, що здобич мозазавра була невеликою  і легко броньованою — тонкопанцирні амоніти, ракоподібні чи кісткові риби.